# هبة الحسين
هبة الحسين إعلامية وممثلة، ومقدمة برامج تلفزيونية. حاصلة على بكالوريوس في الأدب الإنجليزي، وماجستير في الإعلام، إذاعة وتلفزيون.

## حياتها
وُلدت هبة الحسين في سوريا ودرست هبة في السعودية، وحصلت على البكالوريوس في الأدب الإنجليزي. وعلى الماجستير في الإعلام، اختصاص «إذاعة وتلفزيون»، لم تصرح هبة بعمرها، غيرَ أنها وفقاً لبعض المعلومات المتداولة في بداية الثلاثينات. باشرت عملها في مجال تقديم البرامج وأبرزها برنامج "سيدتي" على روتانا خليجية وبرنامج "الليلة ". برزت موهبتها في التمثيل في أول عمل مسرحي تحت عنوان "الذيب في القليب " في العام 2019 ، لتدخل مجال التمثيل من الباب الواسع وتشارك في أكثر من  ستة مسلسلات خليجية وسعودية كان آخرها مسلسل "كلاود كيتشن" على منصة شاهد . حصلت هبة الحسين على جائزة أفضل ممثلة في مهرجان الإذاعة والتلفزيون الخليجي في العام 2022 ، وشاركت في لجنة تحكيم مسابقة الكوميديا على MBC1  في العام نفسه. إلى جانب التمثيل ، حافظت هبة الحسين على حضورها الإعلامي حيث شاركت في تقديم برنامج المسابقات "الكاش في الطريق " على قناة SBC في العام 2023 . تُعتبر هبة الحسين من الشخصيات الناشطة على مواقع التواصل الإجتماعي .

## أعمالها

### من المسلسلات
| سنة الإنتاج | اسم المسلسل   | الشخصية    |
| ----------- | ------------- | ---------- |
| 2020        | مخرج 7        | سامية      |
| 2021        | ممنوع التجول  | عدة شخصيات |
| 2021        | ستوديو 21     |            |
| 2022        | ستديو 22      |            |
| 2022        | سنوات الجريش  | دانة       |
| 2023        | كلاود كيتشن   | [ 5 ]      |
| 2025        | ليالي الشميسي | شيخة       |

### من المسرحيات
| سنة الإنتاج | المسرحية        | الشخصية |
| ----------- | --------------- | ------- |
| 2019        | الذيب في القليب | ريهام   |

## المشاركات الإعلامية
- شاركت في تحكيم (مسابقة الكوميديا) على قناة MBC 1 عام 2022.[7]
- شاركت في تقديم برنامج المسابقات (الكاش في الطريق) على قناة SBC عام 2023.[8]